# Enrique Monsonís Domingo
Enrique Monsonís Domingo este un om politic spaniol, membru al Parlamentului European în perioada 1999-2004 din partea Spaniei. 
1. ↑   http://www.elpais.com/articulo/Necrologicas/Enrique/Monsonis/liberal/convencido/elpepinec/20111008elpepinec_2/Tes Lipsește sau este vid: |title= (ajutor)
2. ↑  Deputații în Parlamentul European
3. ↑   http://www.congreso.es/portal/page/portal/Congreso/Congreso/Diputados/BusqForm?_piref73_1333155_73_1333154_1333154.next_page=/wc/fichaDiputado?idDiputado=87&idLegislatura=1, accesat în 23 noiembrie 2017 Lipsește sau este vid: |title= (ajutor)